# رواية هزلية

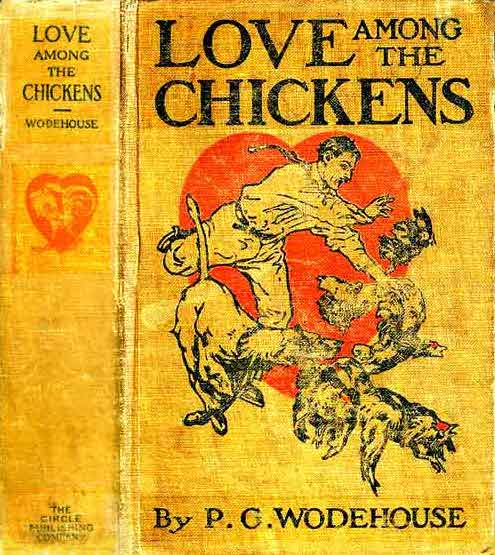

رواية هزلية ؛ رواية كوميدية: هي عمل روائي طويل عن الأدب الفكاهي. العديد من الكتاب المشهورين قد كتبوا روايات كوميدية ويشمل ب.ج.ودهاوس وهنري فيلدينج ومارك توين وجون كيندي تول.

## كُتاب بارزين في الروايات الكوميدية

### بريطانيا
ب.ج.دوهاوس هو واحد من أكثر الروائيين الكوميديين البريطانيين البارزين الذي يتبع عمله بكل من جيرم ك. جيرم وجورج جروسميث وويدون جروسميث (مذكرات نكرة).
أعمال ساكي مهمة أيضاً رغم أن مهنته دمرت بفعل الحرب العالمية الأولى.
كما أ.ج.ماكدونيل و ج.ك.تشيسترتون أيضاً قدموا القليل من الفكاهة.
(تاريخ توم جونز اللقيط) كان عمل بارز لهنري فيلدينيج في منتصف القرن الثامن عشر في النوع الأدبي.
أكثر الفكاهيين البريطانيين المعاصرين هم جورج ماكدونالد فراسر وتوم شارب وكينجسلي اميس وتيري براتشت وريتشارد جوردن وروب جرانت ودوجلاز ادامز وإيفلين  ونيك هورنبي وهيلين فيلدينج وإريك سيكيس وليزلي توماس وستيفن فري وريتشارد اسبلين وميكي هاردينج وجوزيف كونولي وبن إلتون.

#### إيرلندي
يعتبر البعض (عوليس أو يوليسيس ) لجيمس جويس رواية كوميدية.

### أمريكا
من الروائيين الكوميديين الأمريكيين البارزين مارك توين وفيليب روث وجون كينيدي تول وجيمس ويلكوكس وجون سوارتزويلدر ولاري دويل وجينيفر وينر كارل هياسين وجوزيف هيلر وبيتر دي فريس وكورت فونيجت وتيري سوثرين وكريستفور مور.